# Encyclia triangulifera
Encyclia triangulifera är en orkidéart som först beskrevs av Heinrich Gustav Reichenbach, och fick sitt nu gällande namn av Julián Baldomero Acuña Galé. Encyclia triangulifera ingår i släktet Encyclia och familjen orkidéer. Inga underarter finns listade i Catalogue of Life.